# Iglesia de San Saturnino (Pamplona)
La iglesia de San Saturnino, más comúnmente llamada de San Cernin (variante del occitano navarro Saint Sernin), es un edificio religioso católico en el Casco Viejo de la ciudad de Pamplona, Comunidad Foral de Navarra.
Es una de las cinco parroquias antiguas que llegó a tener Pamplona. Las otras cuatro son la iglesia de San Juan Bautista (Navarrería), la de San Nicolás, la de San Lorenzo y la de San Agustín. Es la parroquia del Burgo de San Cernin.

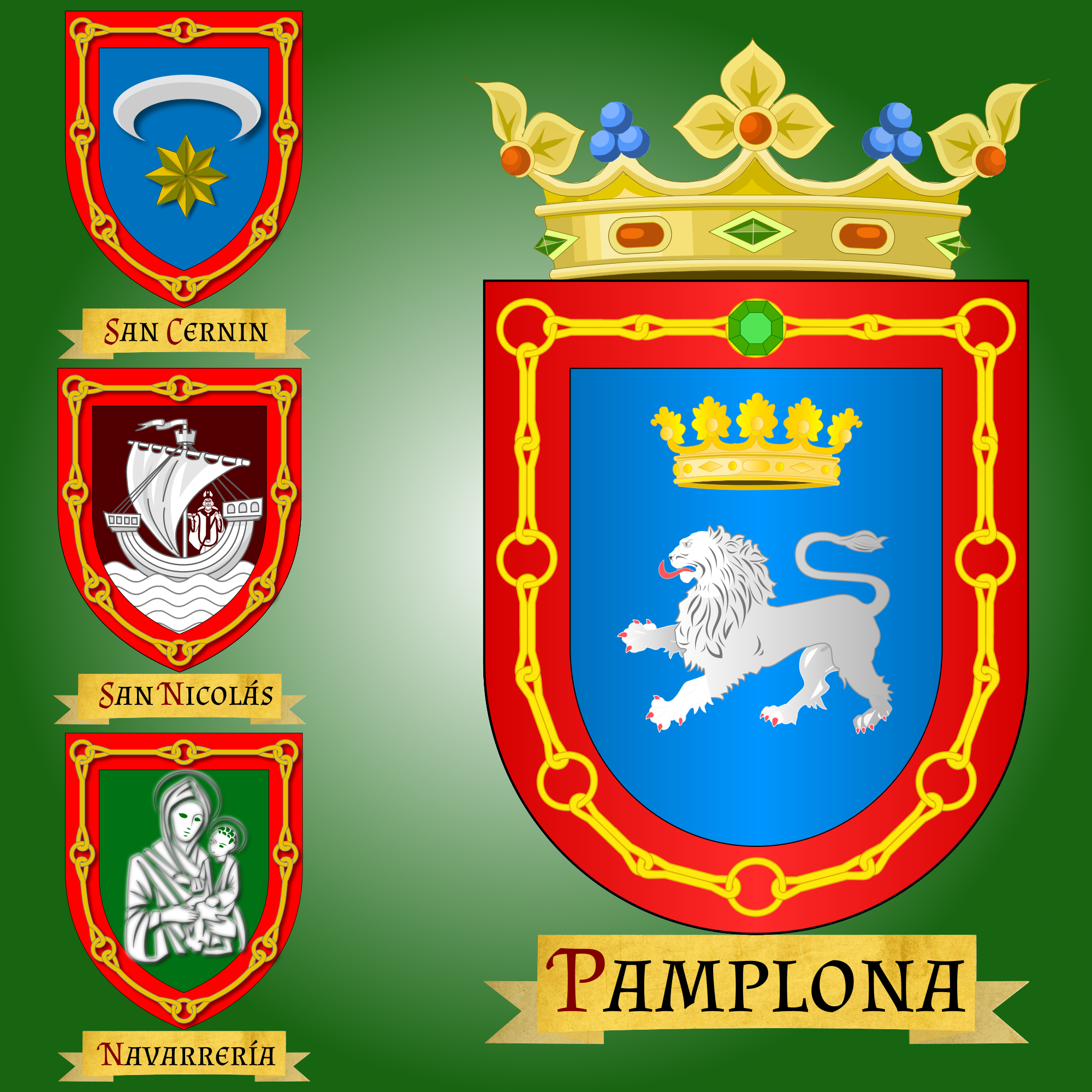
Escudo municipal de Pamplona con los tres burgos que la formaron.

## Historia
Previa al templo románico, que debió levantarse entre 1180 y 1200, hay noticia de una primitiva iglesia habría estado situado debajo del coro de la actual capilla del Santo Cristo. Es mencionada en 1107 por Pedro de Roda en una donación.
La iglesia románica -de pequeñas dimensiones y con dos torres- fue objeto de varios ataques durante el curso de los sucesivos conflictos con los burgos vecinos: en 1222 fueron los pobladores de la población de San Nicolás los que produjeron el deterioro de su cubierta, en 1276, durante la guerra de la Navarrería,  fueron puntos clave en la defensa tal como menciona Guilhem de Anelier.
La actual iglesia es gótica del siglo XIII. Se han planteado razones de que se habrían iniciado las obras poco después de guerra de 1276. Iniciadas por la cabecera, como era práctica habitual, habrían continuado por los muros laterales alcanzando hacia 1297 el hastial. Es la fecha del coro en cuya clave de la bóveda del sotocoro se localiza esta fecha final de la construcción.
Existía adosado al muro sur un claustro gótico que en el siglo XVIII fue ocupado por una amplia capilla de planta de cruz griega dedicada a la Virgen del Camino, patrona de Pamplona.

## Descripción

### Exterior

#### Pórtico
Situado en la calle San Saturnino, ofrece un conjunto de escultura de estilo gótico elaborado entre finales del siglo XIII y principios del siglo XIV. Le antecede un atrio del siglo XVI conformado por varias bóvedas con arcos ojivales, estando decorado con bellas tallas góticas como las de Santiago peregrino o San Saturnino.

#### Torres
Las dos torres son de época medieval, llegando a alcanzar una altura de 55 m. Forman parte del trazado característico del perfil de Pamplona. En su época se utilizaron con funciones propias de una fortaleza defensiva y militar. Estuvieron almenadas hasta el siglo XVIII pero se suprimeron con las reformas barrocas realizadas en el templo.
La torre de la campana, al norte, marcaba con sus toques la vida de la ciudad. Antiguamente el toque de queda tras el cual se cerraban los portales de la muralla. En el invierno de 1874/75, durante el bloqueo carlista de Pamplona, sirvió de observatorio y puesto de señales. Luego, en fechas tan señaladas como los Sanfermines sirve de señal acústica para marcar el ritmo de la fiesta.
La torre del reloj, al sur y más baja, cuya existencia se remonta al siglo XVI, ha sido la referencia horaria durante mucho tiempo de Pamplona. El primer reloj que tuvo lo instaló Martín de Lumbier en 1499. En 1795, el maestro relojero Martín de Ibarra hizo uno nuevo al mismo tiempo que se colocaba el nuevo remate de la torre coronado por el popular «gallico» de San Cernin. Hoy día, cada mañana de encierro anuncia puntual su inicio a las 8:00.

Iglesia de San Saturnino (San Cernin) de Pamplona - Exterior
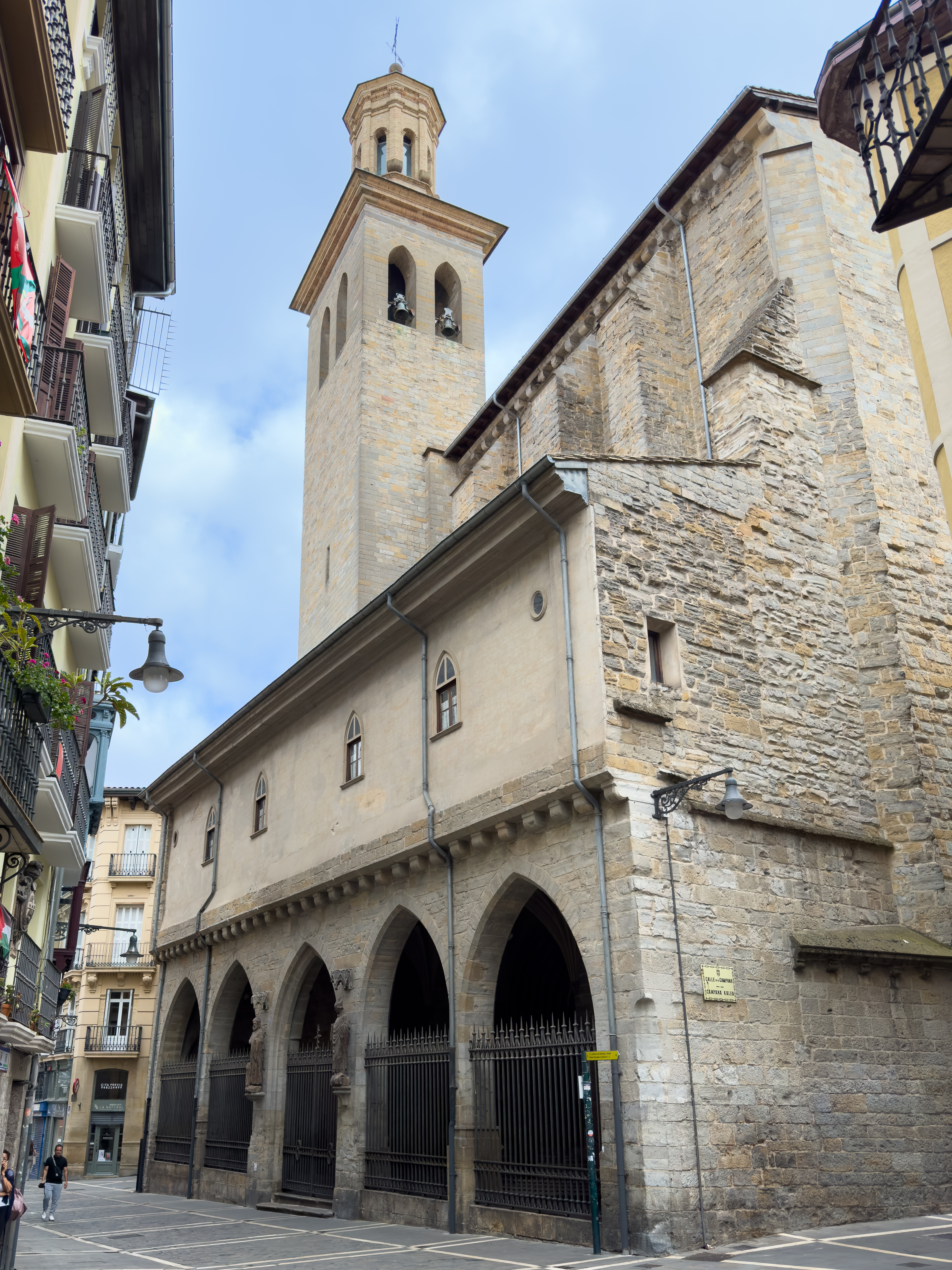
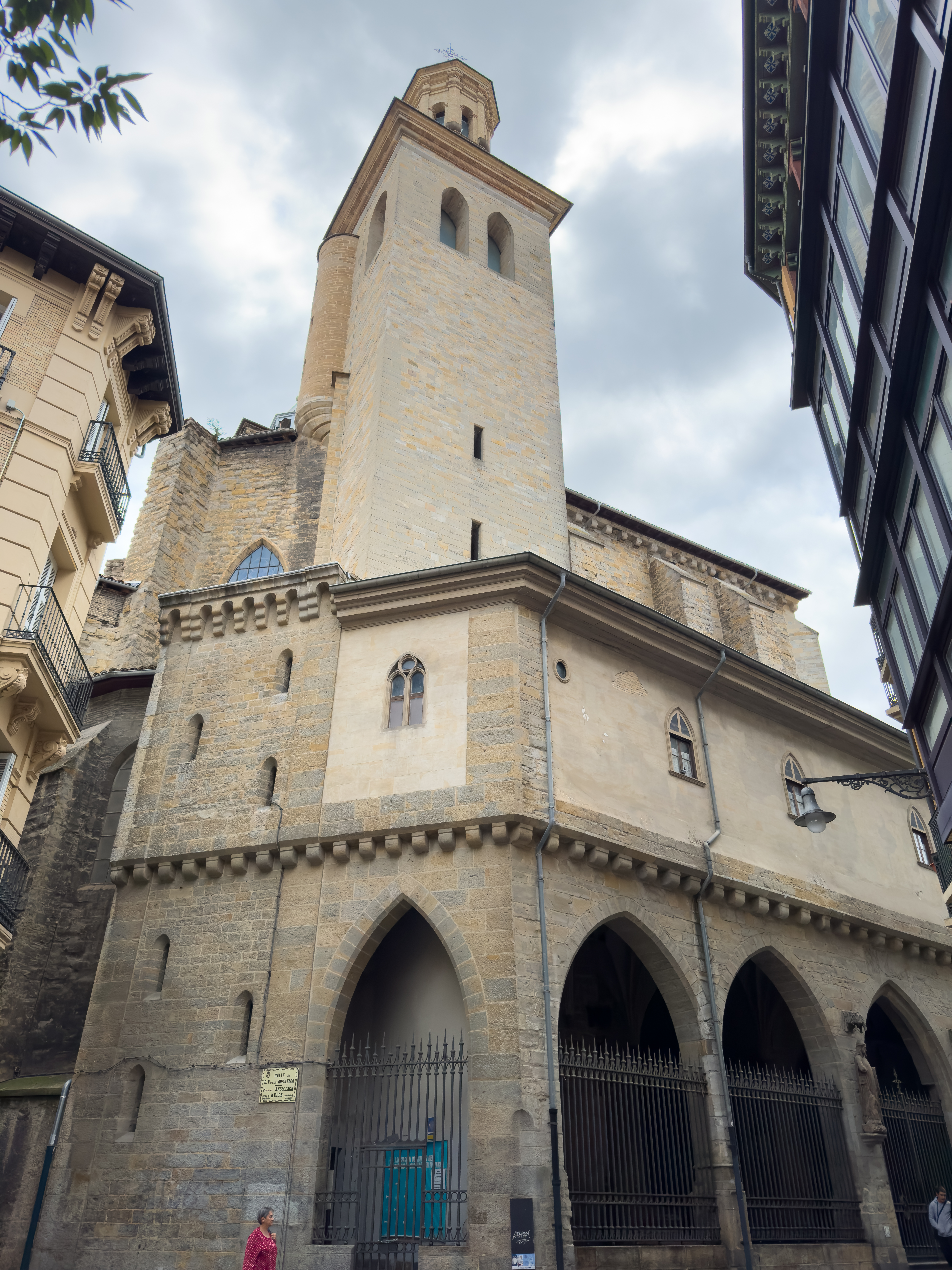
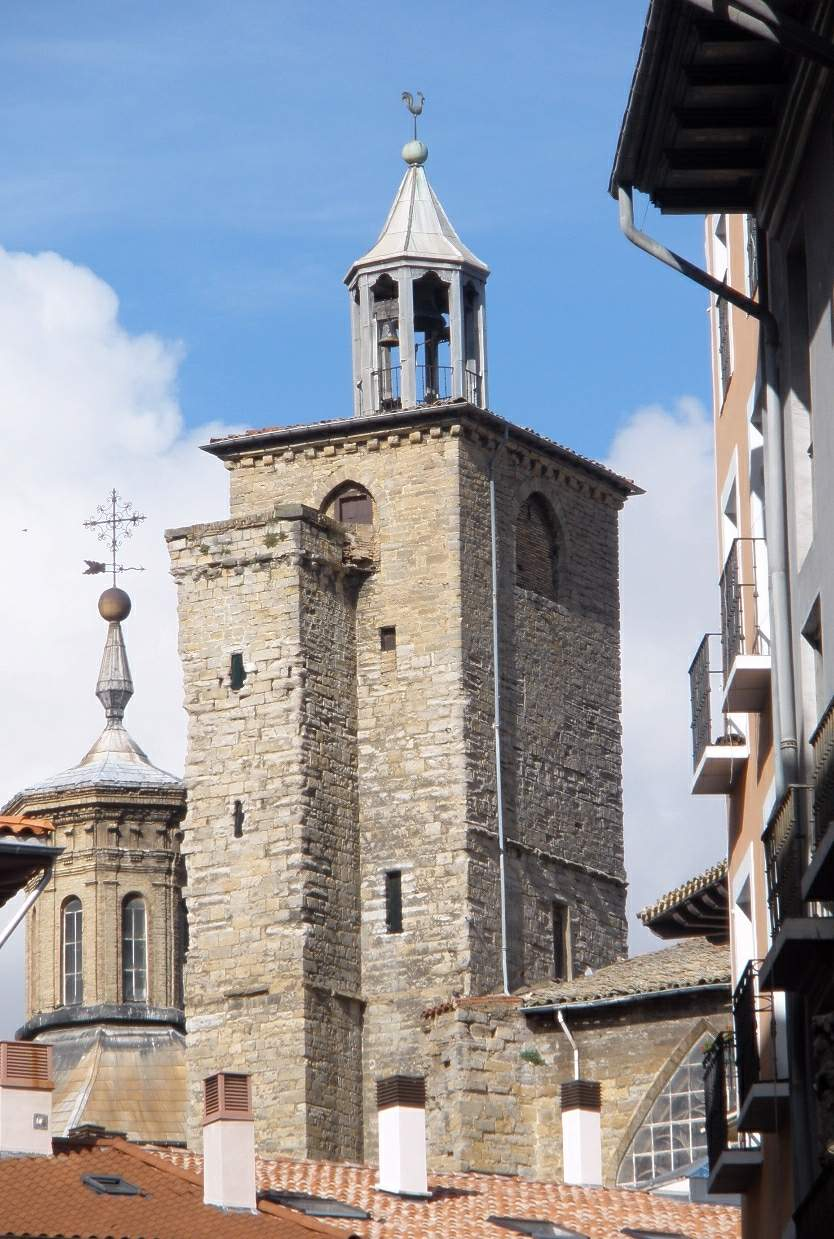
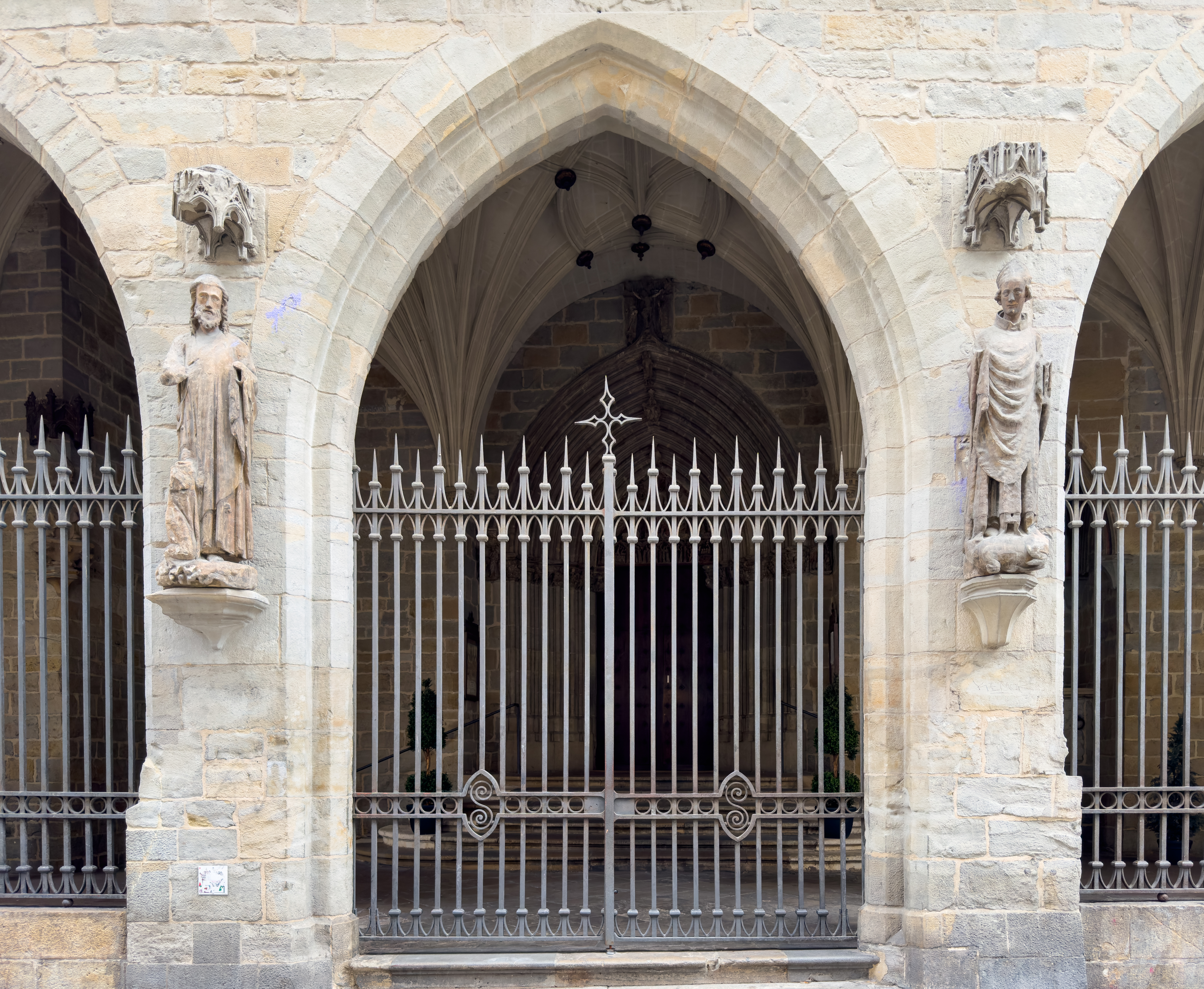
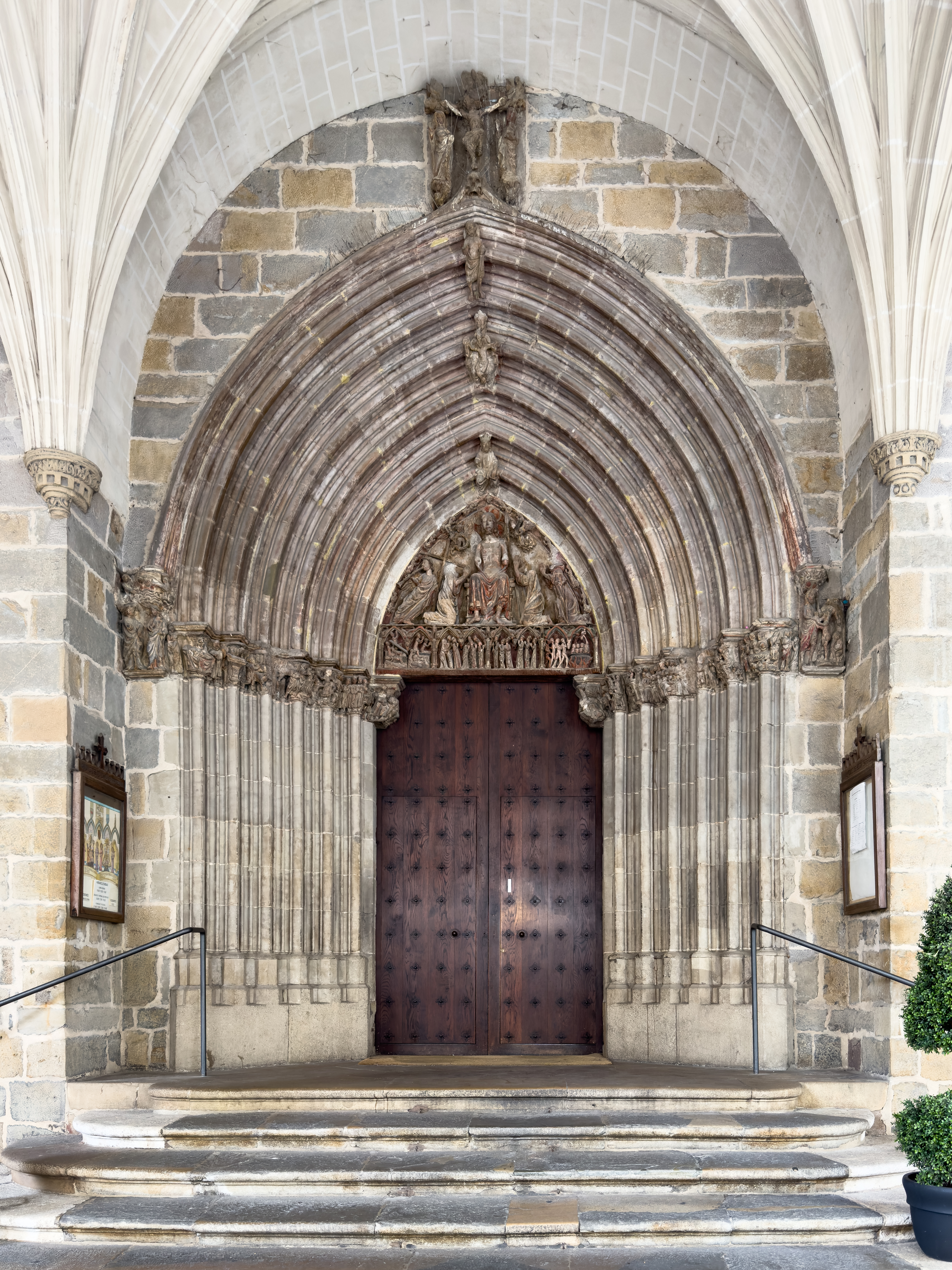
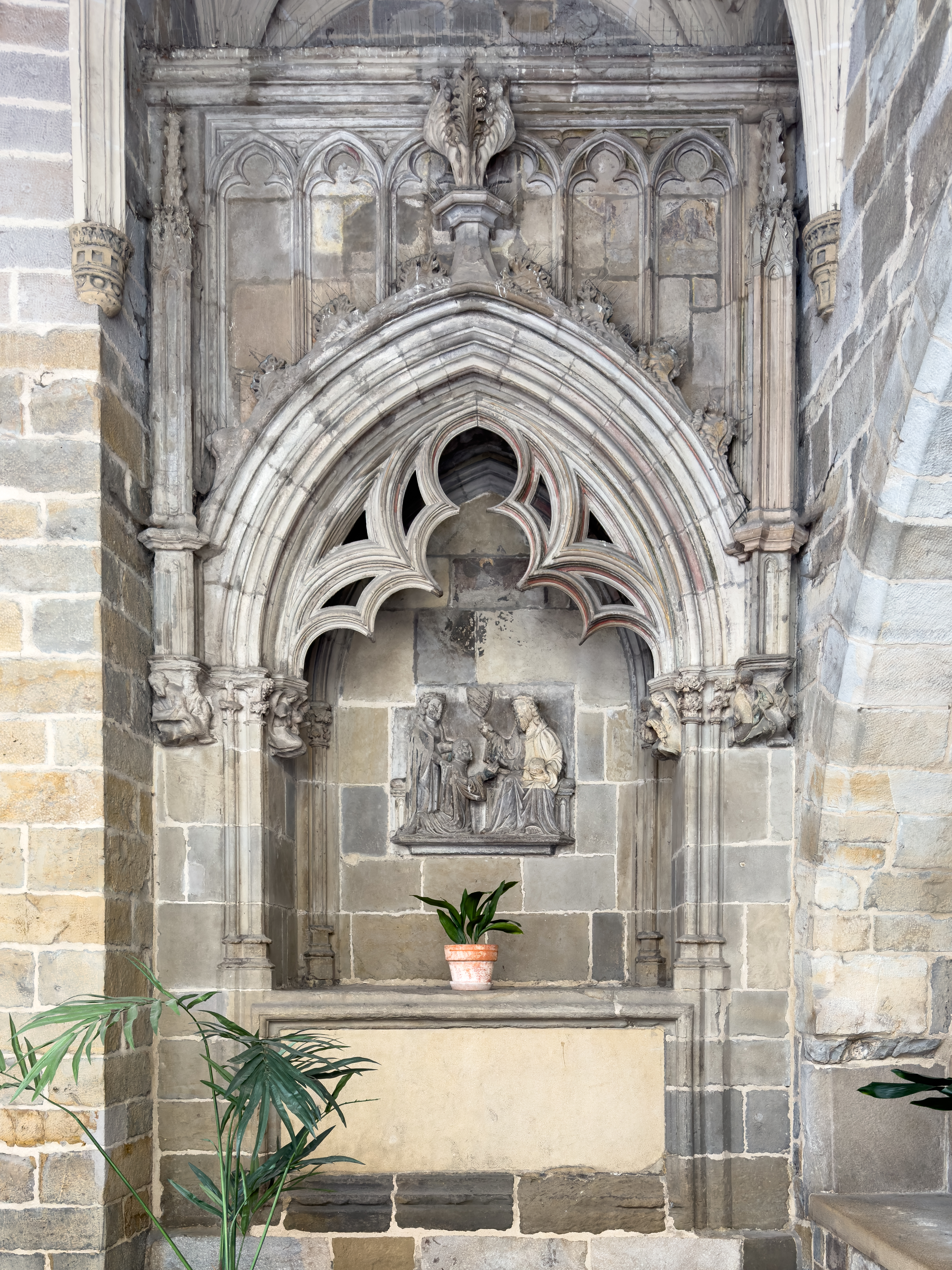
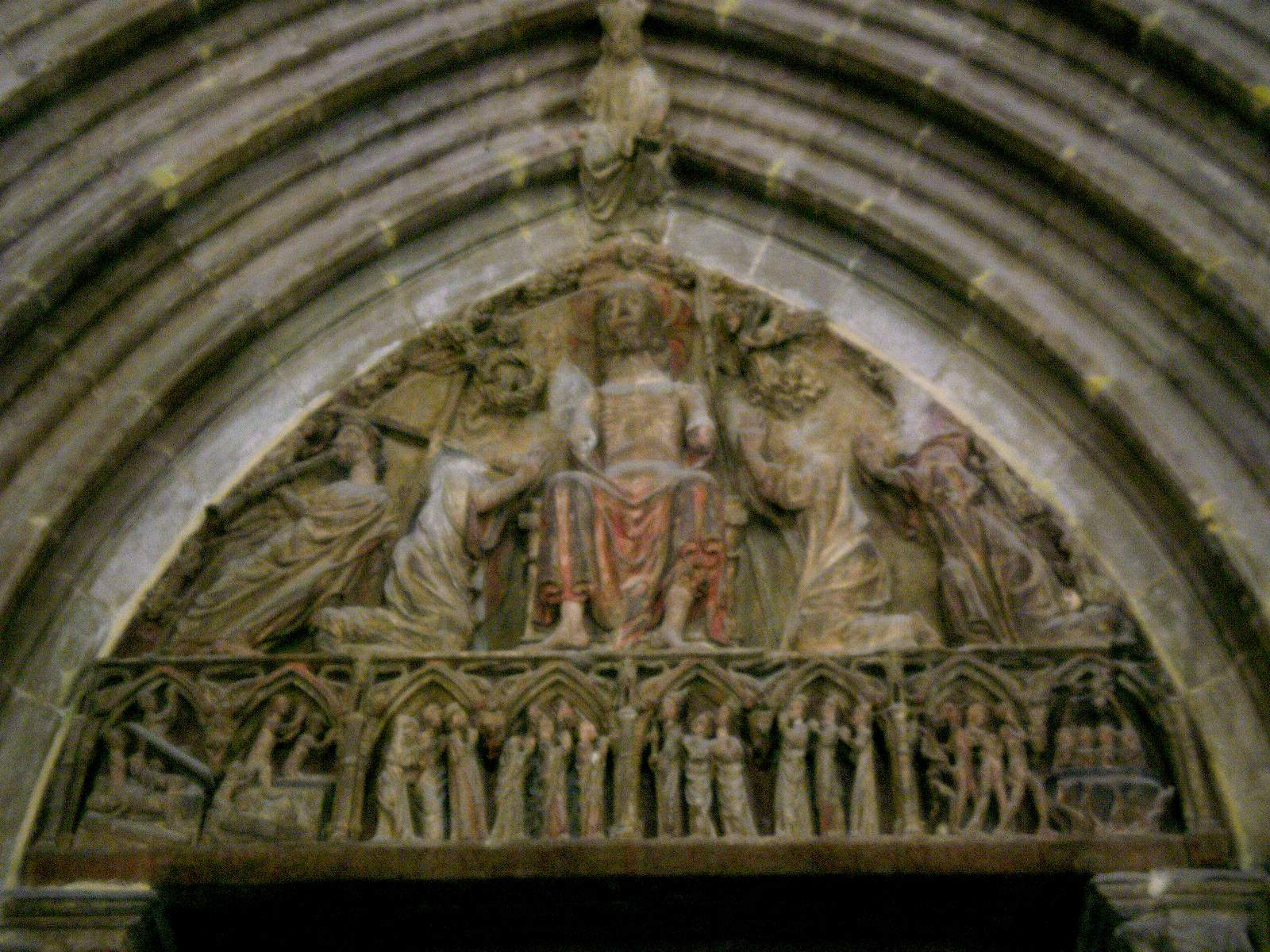
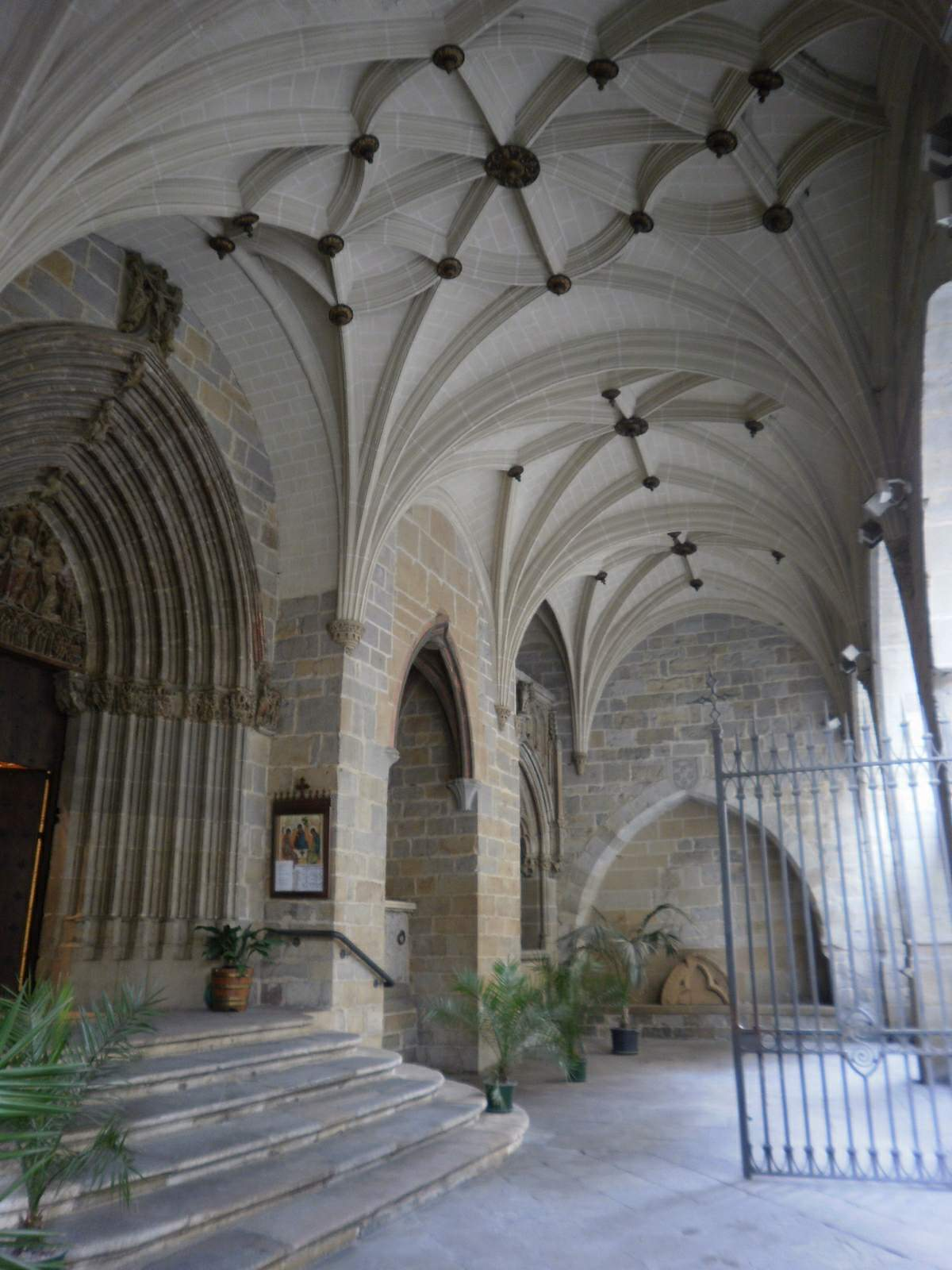

### Interior
Gótico de nave única muy amplia con bóveda sexpartita, cabecera poligonal, capillas entre contrafuertes y un coro elevado, y una gran capilla barroca adosada, donde hasta el siglo XVII estuvo el claustro. Esta capilla está dedicada a la Virgen del Camino, señora de la ciudad, y es de estilo barroco.

#### Capillas del lado del Evangelio
Capilla de la Santísima Trinidad. A la izquierda del altar mayor, situada en el muro norte, es la primera capilla junto al presbiterio. Anteriormente estuvo dedicada a San Salvador. Tiene una representación de la Trinidad colocada entre 1540 y 1553. En 1916 Florentino Istúriz Aldave construyó el retablo actual. Sobre la capilla hay sendas vidrieras representando a los evangelistas San Marcos y San Lucas, ejecutadas a principios del siglo XX.
Capilla de las Almas. A la izquierda de la capilla de la Trinidad, estuvo dedicada a San Miguel y antes que él incluso, a San Nicasio y San Martín. El retablo actual lo realizó Florentino Istúriz en 1902. Jalonada entre las imágenes de La Dolorosa y la Virgen del Carmen. En su parte superior muestra la imagen de San Miguel arcángel rodeado de ángeles y de pinturas representando a San Blas, a San Francisco Javier, a San Fermín y a San Roque.
Capilla de San Jorge o del Sagrado Corazón. Es la tercera de este lado. En el retablo neogótico se muestra un Sagrado Corazón mientras que en el ático se observa a San Jorge con el dragón, del siglo XVI. Esta capilla albergó en tiempos la pila bautismal que fue regalada a la recién creada parroquia de San Agustín en 1881.

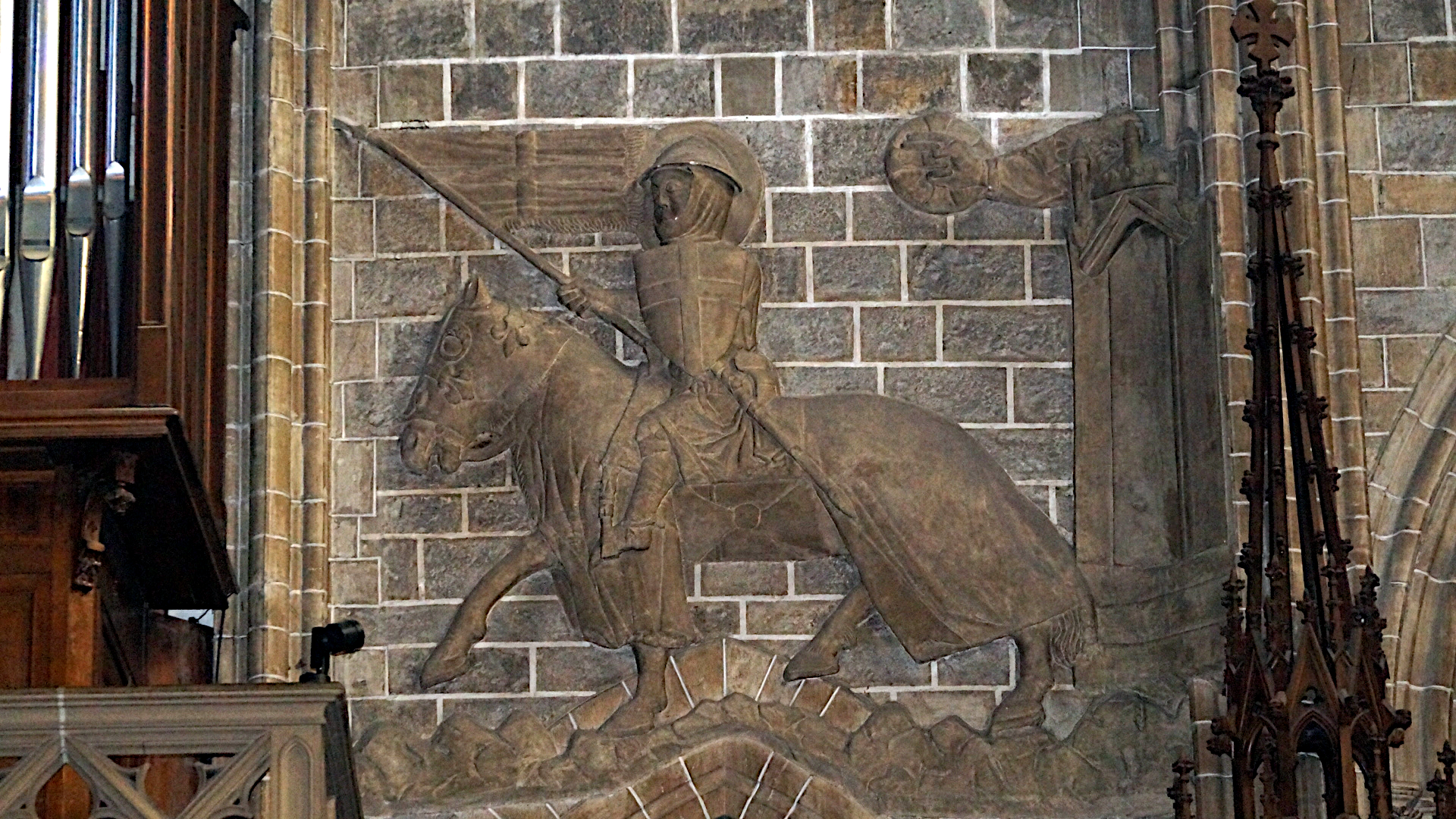
El relieve del Caballero o el cruzado de San Saturnino de Pamplona

El relieve del Caballero. Sobre el arco de acceso a esta capilla, situada junto al acceso norte al templo, se muestra un relieve que ha sido objeto de numerosos escritos. El mismo Víctor Hugo, cuando visitó Pamplona en 1843 describía así la escena:

J’ai pourtant remarqué dans l’une d’elles, au milieu d’une haute muraille, au-dessus d’une porte, un bas-relief du quatorzième siècle qui représente un chevalier partant pour la croisade. L’homme et le cheval disparaissent sous leur caparaçon de guerre. Le chevalier, fièrement motionné, la croix sur l’écu, presse son cheval qui se hâte et qui va en avant. Derrière le baron, sur une colline, on aperçoit son château à tours crénelées, dont la herse est encore levée, dont la porte est encore ouverte, dont il vient de sortir et où peut-être il ne doit jamais rentrer. Au-dessus du donjon est une grosse nuée qui s’entr’ouvre et laisse passer une main, main toute-puissante et fatale, dont le doigt étendu indique au chevalier la route et le but. Le châtelain tourne le dos à cette main, et ne la voit pas, mais on devine qu’il la sent. Elle le pousse, elle le tient. Cela est plein de mystère et de grandeur.
«Sin embargo, he notado en medio de un muro alto, encima de una puerta, un bajorrelieve del siglo XIV representando por un caballero partiendo hacia la cruzada. Hombre y caballo desaparecen bajo su caparazón guerrero. El caballero, cubierto aguerridamente con un morrión, la cruz en el escudo, azuza su caballo, que se apresura y avanza. Detrás del caballero, sobre una colina, se divisa un castillo con torres almenadas, cuyo rastrillo está todavía levantado, cuya puerta está aún abierta, de la que acaba de salir y a donde no debería volver a entrar. Sobre el torreón hay una gran nube que se abre y deja asomar una mano, una mano todopoderosa y fatal, cuyo dedo extendido indica al caballero el camino y el final. El noble vuelve la espalda a esta mano, no la ve, pero se adivina que la siente. Ella le empuja, le sostiene. [La escena] está llena de misterio y de grandeza...»
Víctor Hugo, Œuvres complètes de Victor Hugo En voyage, tome II, 1843

#### Capillas del lado de la Epístola
Capilla de la Purísima. En el lado de la Epístola es la más próxima al presbiterio. Tiene un retablo actual de la misma fecha y autor que el retablo gemelo de la capilla de la Trinidad. Bajo un dosel neogótico muestra una imagen de la Inmaculada Concepción con otra debajo, más pequeña, de San José.
Capilla de San Antonio. Adyacente a la anterior, a su derecha, anteriormente estuvo dedicada a Santa Catalina. El retablo fue realizado en el taller de Istúriz en 1905. Muestra una imagen de San Antonio de Padua traída del convento de San Francisco desaparecido en 1842, acompañado de Santa Lucía y Santa Bárbara, procedentes ambas imágenes de la capilla de Santa Ana derribada cuando se levantó la capilla de la Virgen del Camino.
Capilla de Santa Ana. A continuación existió hasta 1758 esta capilla bajo la advocación de Santa Ana, de características similares a la situada en frente, la de San Jorge. En ella estaban también las imágenes, luego trasladadas a la de San Antonio, de Santa Lucía, patrona de sastres y modistas, y Santa Bárbara, patrona de guanteros. Había también otra puerta de acceso, como la norte, que abría paso al claustro y al cementerio.

#### Capilla de la Virgen del Camino
La devoción a la Virgen del Camino, Reina y Señora de Pamplona desde 1987, fue creciendo desde que en el año 1487 apareció una imagen románica en la parte superior del presbiterio. Estuvo en una hornacina del claustro gótico y cuando éste comenzó a derrumbarse fue trasladada a la capilla del Santo Cristo.
El 7 de mayo de 1758 se inició el derribo del claustro, cementerio y capilla de Santa Ana. Para el 10 de junio se coloca la primera piedra de este proyecto dirigido por Juan Miguel de Goyeneta y Fernando Díaz de Jáuregui. Era obispo entonces Gaspar Miranda y Argaiz. Hasta el verano de 1763 no se terminó el exterior. Durante los años siguientes se centró la atención en la decoración interior que se finalizó en 1776. El 25 de agosto de ese año el obispo Juan Lorenzo de Irigoyen y Dutari ofició la bendición inaugural.
La capilla presenta una planta de cruz griega, de 21 m de ancho por 29 metros de largo. Sin embargo, desde la entrada principal esa longitud llega a los 40 m. Una cúpula se alza en el centro de la capilla y cuatro más pequeñas se encuentran alrededor de esta.

#### Capilla del Santo Cristo
Debajo del coro, sujeta a numerosos cambios que han borrado su original estructura gótica, está presidida por un retablo neogótico, construido en 1918 por el taller de Arteta y Artieda de Pamplona. Es llamativo su relieve de madera, del siglo XVI, donde se representa el Descendimiento de Jesús. Flanqueando el relieve se muestran pinturas representando la Oración en el Huerto y la Resurrección.

Iglesia de San Saturnino (San Cernin) de Pamplona - Interior
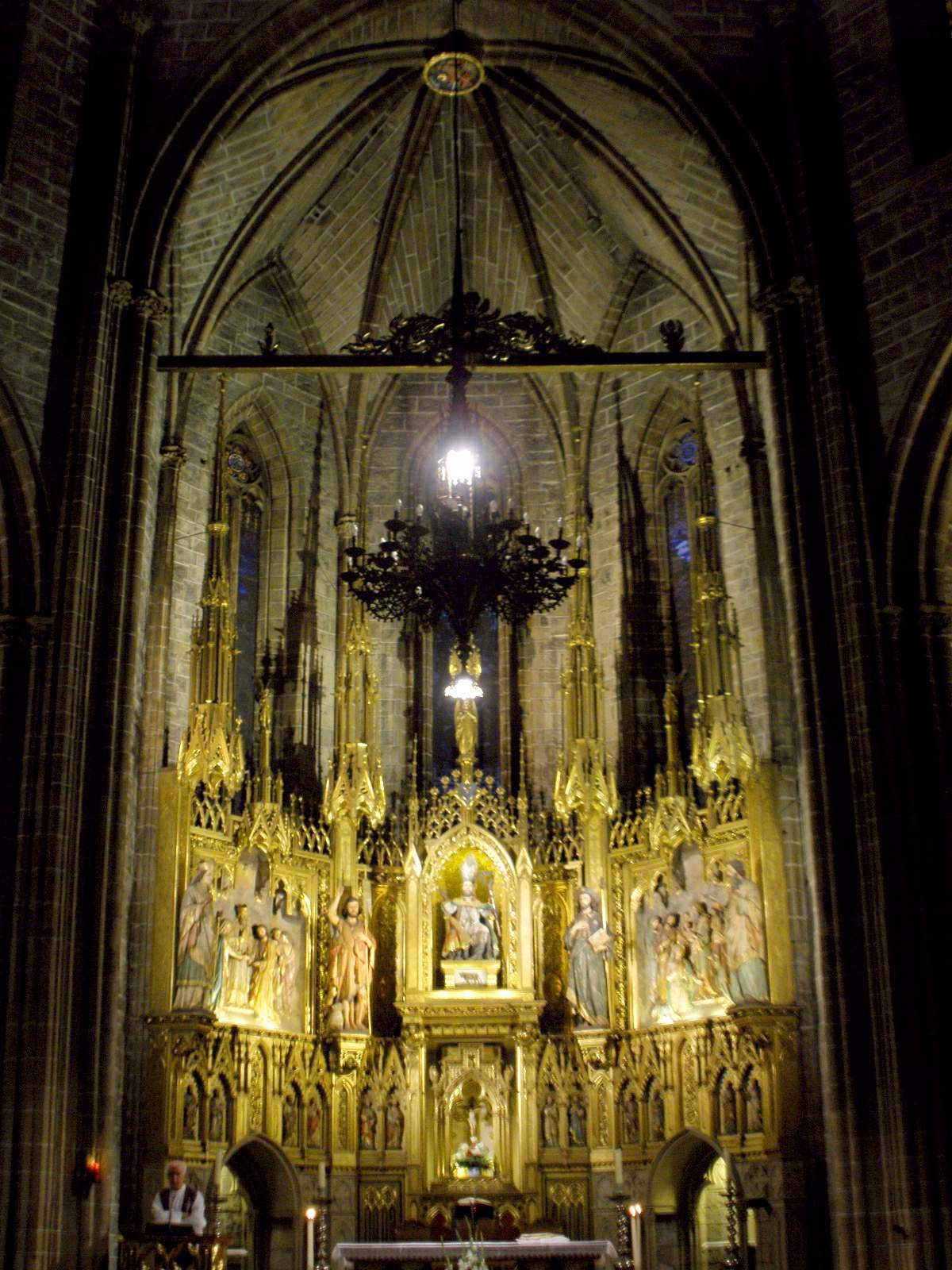
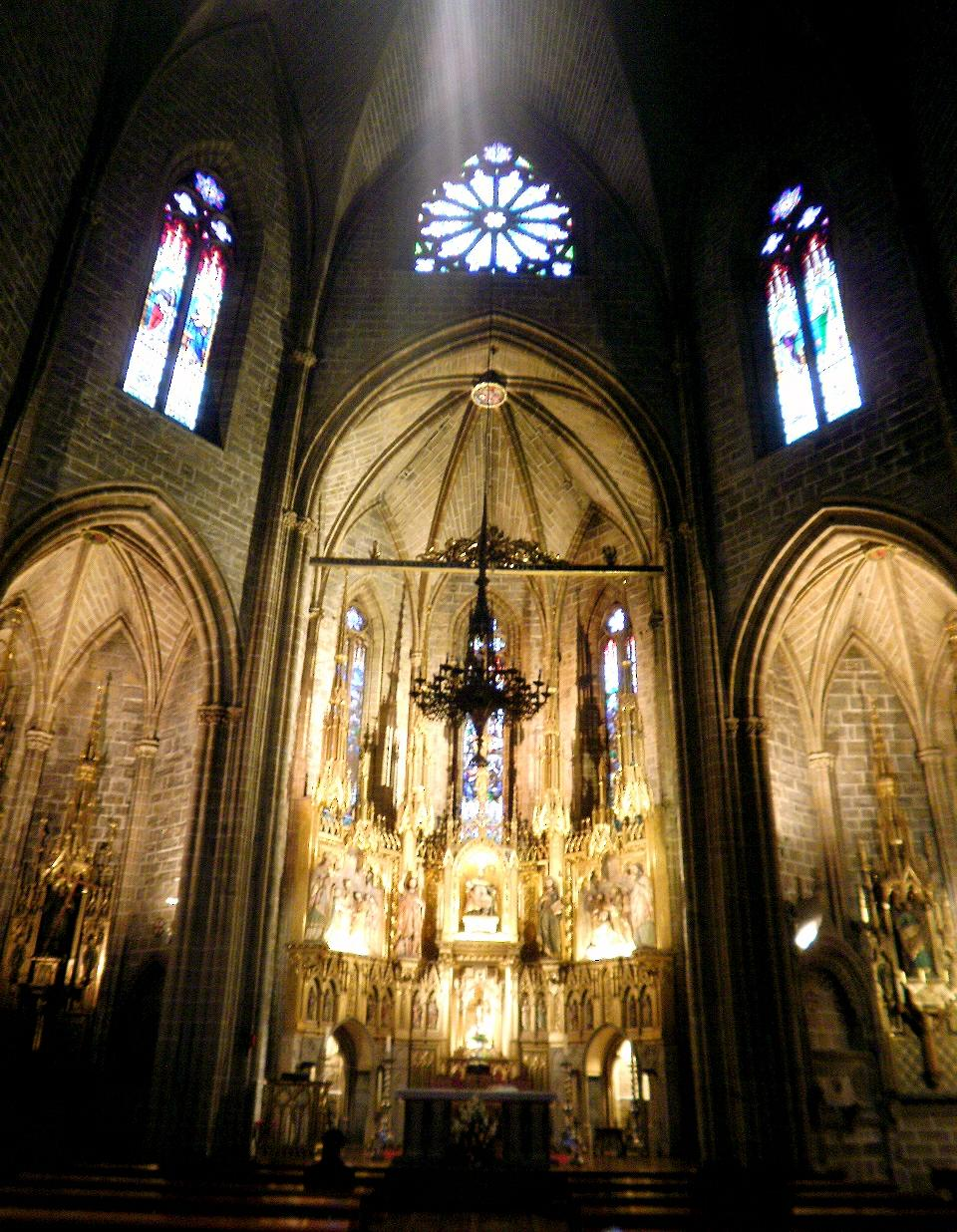
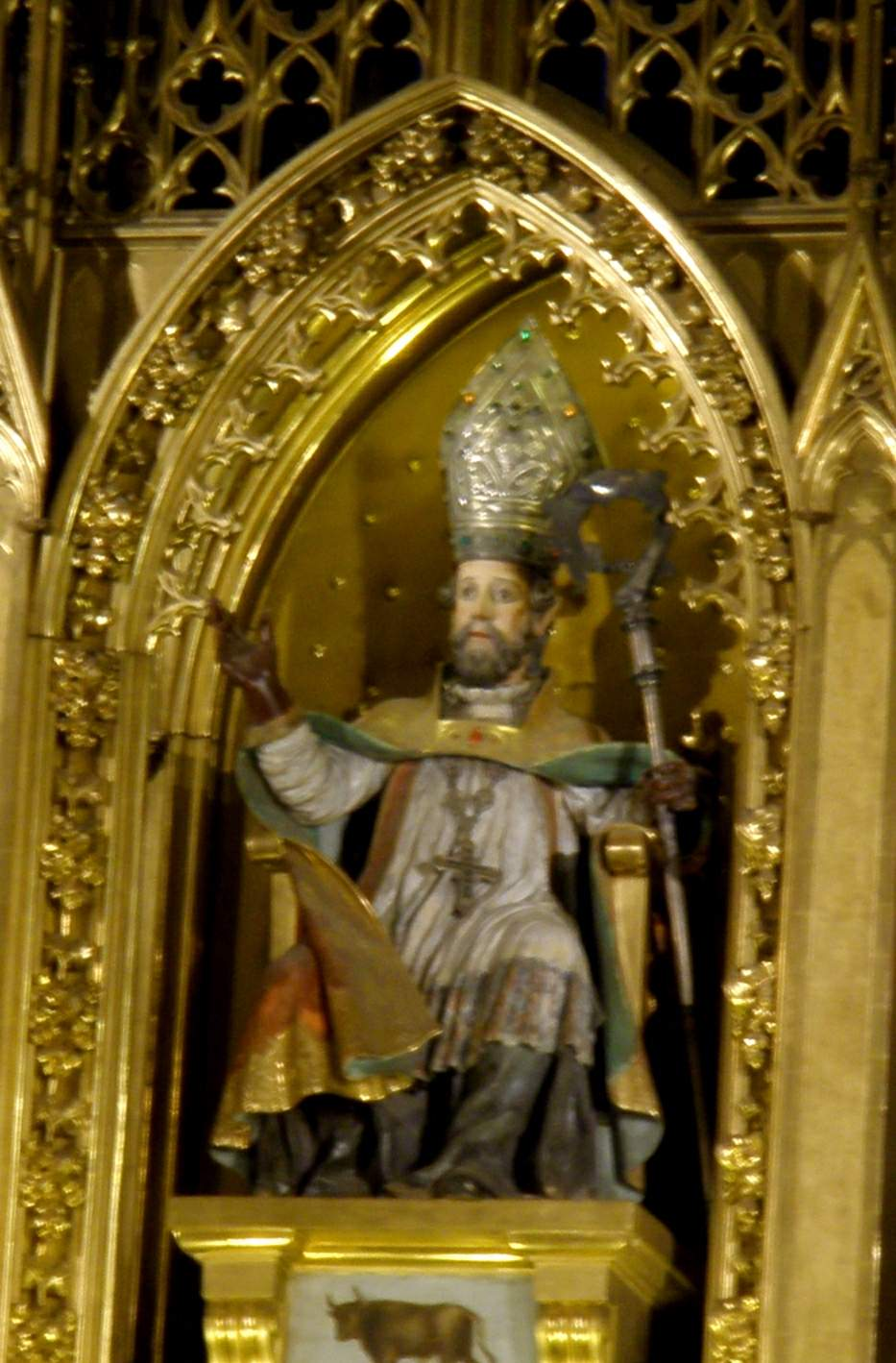
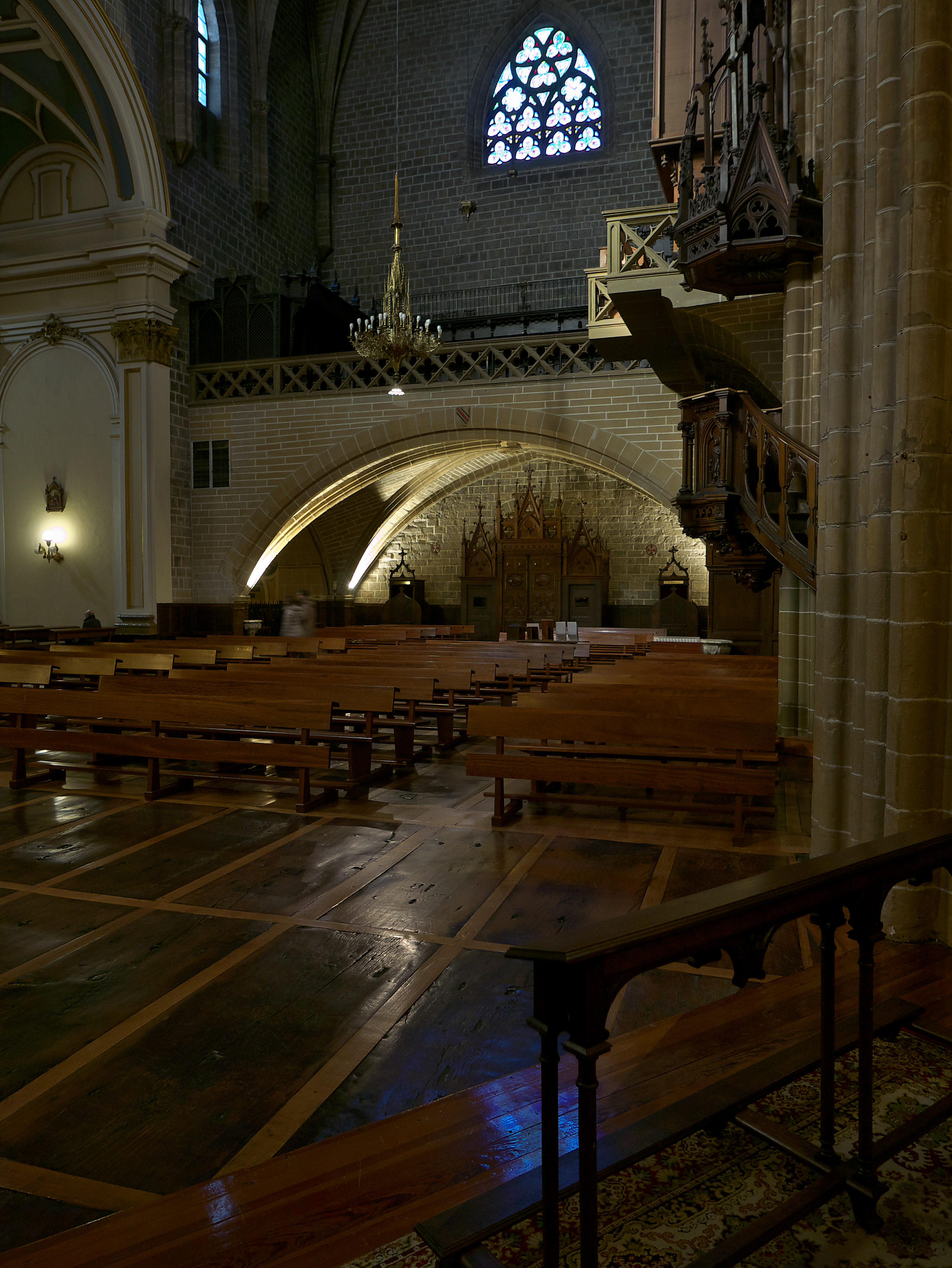
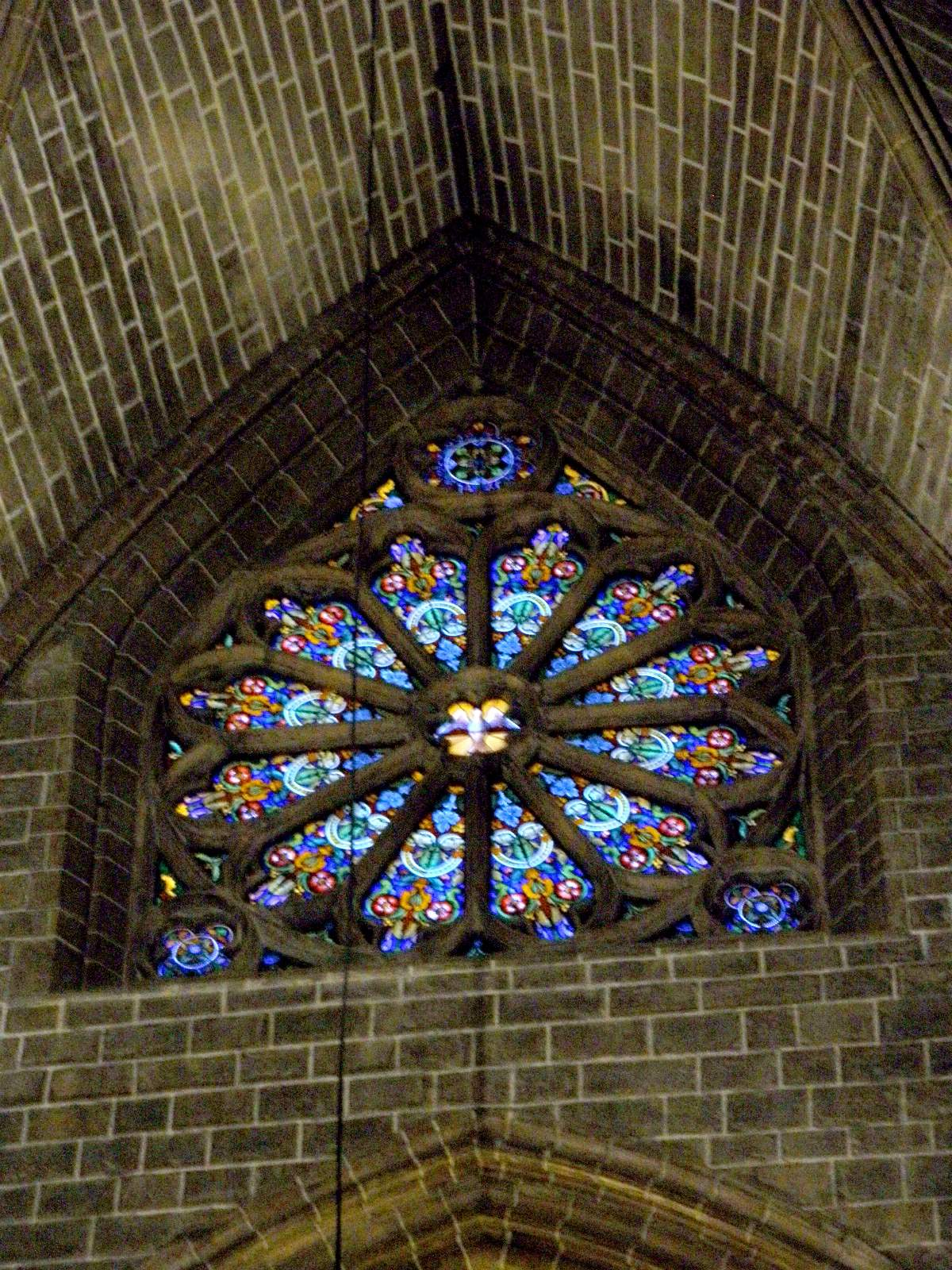
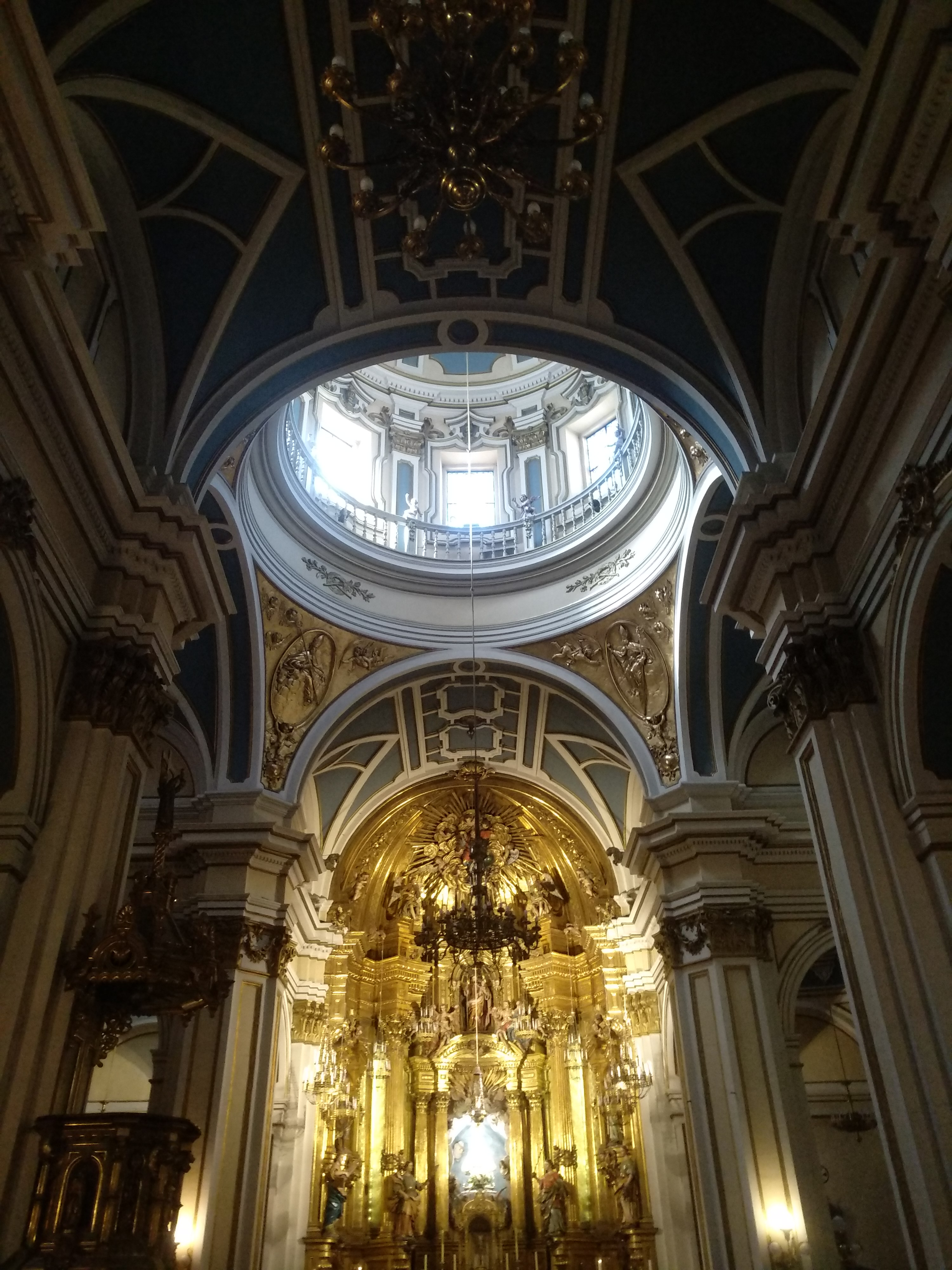
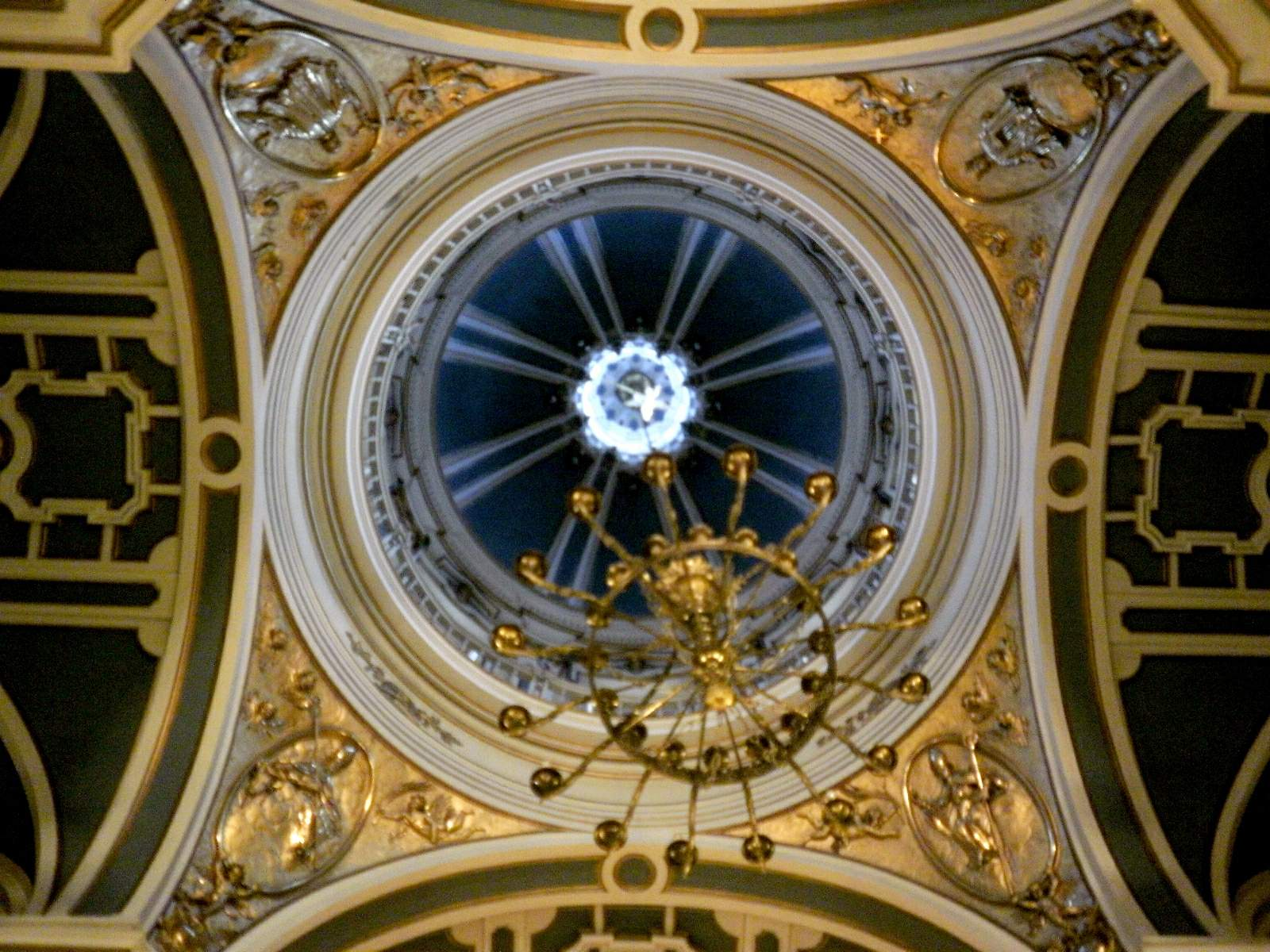
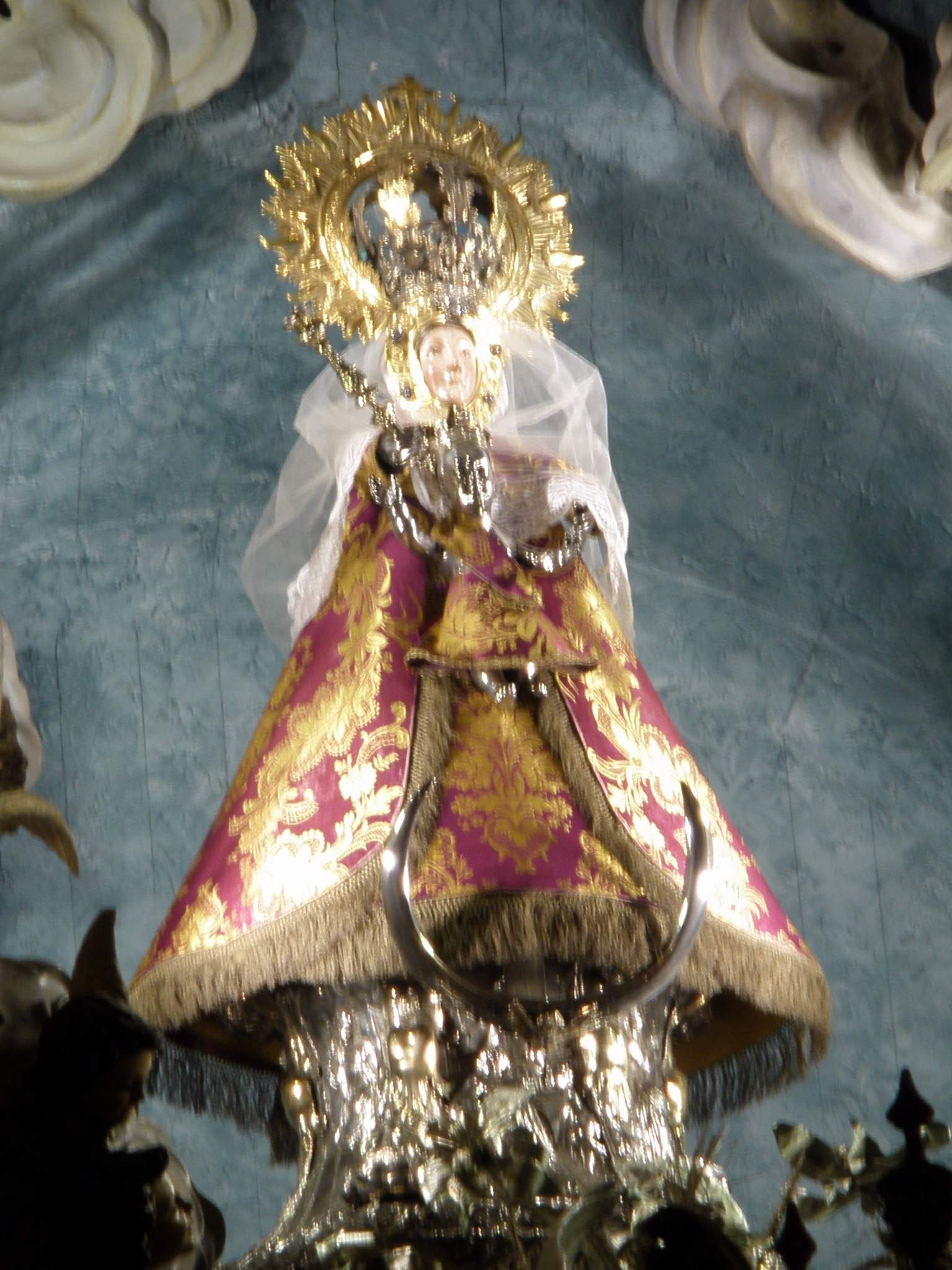